# 蒙科 (洛特-加龙省)
蒙科（法語：Moncaut）是法国洛特-加龙省的一个市镇，属于内拉克区（Nérac）内拉克县（Nérac）。该市镇总面积15.76平方公里，2009年时的人口为533人。

## 人口
蒙科人口变化图示